# 13111 Папакосмас
13111 Папакосмас (13111 Papacosmas) — астероїд головного поясу, відкритий 23 липня 1993 року.
Тіссеранів параметр щодо Юпітера — 3,760.